# Функция распределения ориентаций
Полное трехмерное представление кристаллографической текстуры возможно с помощью функции распределения ориентаций (ФРО), которое может быть достигнуто путём анализа набора полюсных фигур или дифракционных спектров. Впоследствии все полюсные фигуры могут быть выведены из ФРО.
ФРО {\displaystyle f({\boldsymbol {g}})} описывается объемной долей зёрен с определенной ориентацией {\displaystyle {\boldsymbol {g}}}:
```
   

  

    

      

        
f

        
(

        

          
g

        

        
)

        
=

        

          

            
1

            
V

          

        

        

          

            

              
d

              
V

              
(

              

                
g

              

              
)

            

            

              
d

              
g

            

          

        

      

    

    
{\displaystyle f({\boldsymbol {g}})={\frac {1}{V}}{\frac {dV({\boldsymbol {g}})}{dg}}}

  

.
```

Ориентация {\displaystyle {\boldsymbol {g}}} как правило задается тремя Эйлеровскими углами {\displaystyle \phi _{1}}, {\displaystyle \Phi } и {\displaystyle \phi _{2}}. {\displaystyle V} – общий  объем  образца, {\displaystyle dV({\boldsymbol {g}})} – суммарная часть  объема  образца  с  ориентацией {\displaystyle {\boldsymbol {g}}} в  пределах  элемента  объема {\displaystyle dg}